# سیارک ۴۴۰۹
سیارک ۴۴۰۹ (به انگلیسی: 4409 Kissling، نامگذاری:1989MD) چهار هزار و چهارصد و نهمین سیارک کشف شده‌است که در ۳۰ ژوئن ۱۹۸۹ کشف شد.
قدر مطلق سیارک برابر ۱۲٫۲۰ است.